# You're All Surrounded
You're All Surrounded (hangul: 너희들은 포위됐다; hanja: 너희들은 包圍됐다; rr: Neoheedeuleun Powidwaetda)  é uma telenovela sul-coreana exibida pela SBS em 2014, estrelada por Lee Seung-gi, Cha Seung-won, Go Ara, Oh Yoon-ah, Ahn Jae-hyun, Park Jung-min e Sung Ji-roo.

## Elenco

### Elenco principal
- Lee Seung-gi como Eun Dae-gu / Kim Ji-yong[2]
  - Ahn Do-gyu como Kim Ji-yong (jovem)
- Cha Seung-won como Seo Pan-seok[3]
- Go Ara como Eo Soo-sun[4]
  - Ji Woo como Eo Soo-sun (jovem)
- Oh Yoon-ah como Kim Sa-kyung
- Ahn Jae-hyun como Park Tae-il
- Park Jung-min como Ji Gook
- Sung Ji-roo como Lee Eung-do
- Seo Yi-sook como Kang Seok-soon

### Elenco de apoio
- Im Won-hee como Cha Tae-ho
- Song Young-kyu como Jo Hyung-chul
- Jung Dong-hwan como Yoo Man-bae
- Jung Se-hyung como Kim Jae-min
- Moon Hee-kyung como Yoo Ae-yeon
- Lee Ki-young como Shin Ji-il
- Oh Young-shil como Jang Hyang-sook

### Camafeus e hóspedes aparências
- Lee Yang-hee como parceiro de Pan-seok (ep 1, 10)
- Kim Hee-jung como Kim Hwa-young, mãe de Ji-yong (ep 1, 4)
- Choi Jin-ho como Park Seung-ho (ep 1)
- Yang Han-yeol como Min-soo (ep 1)
- Choi Young-shin como Yoon-jung (ep 3-5)
- Kim Kang-hyun como o perseguidor (ep 3-4)
- Choi Woo-shik como um autor chamado Choi Woo-shik (ep 4)
- Kim Min-ha como um estudante / refém (ep 4)
- Im Seung-dae como procurador Han Myung-soo (ep 5-6)
- Choi Woong como Kim Shin-myung (ep 5-6)
- Ahn Se-ha como Lee Young-gu (ep 5-6)
- Kim Ji-young como Lee Hyun-mi (ep 6)
- Baek Seung-hyun como Song Seok-won (ep 8-9)
- Joo-ho como Song Seok-gu (ep 8-9)
- --- como o mecânico de automóveis em falta (ep 10-11)
- --- como noiva do mecânico (ep 10)

## Trilha sonora
Parte 1
1. What's Wrong With Me? (나 왜이래) - San E com a participação de Kang Min-hee - 3:20
2. What's Wrong With Me? (instrumental) - 3:20

Parte 2
1. Love, That One Word (사랑 그 한마디) - Taeyeon - 3:55
2. Love, That One Word (instrumental) - 3:55

Parte 3
1. I'm in Love (사랑하나 봐) - Lee Seung-chul - 3:28
2. I'm in Love (사랑하나 봐) (instrumental) - 3:28

Parte 4
1. I Only See You (그대만 보여요) - Kwon Jin-ah - 4:21
2. I Only See You (instrumental) - 4:21

## Classificações
| Episódio | Data de transmissão original | Título                                              | Audiência média | Audiência média              | Audiência média | Audiência média              |
| Episódio | Data de transmissão original | Título                                              | TNmS Ratings    | TNmS Ratings                 | AGB Nielsen     | AGB Nielsen                  |
| Episódio | Data de transmissão original | Título                                              | Em todo o país  | Região Metropolitana de Seul | Em todo o país  | Região Metropolitana de Seul |
| -------- | ---------------------------- | --------------------------------------------------- | --------------- | ---------------------------- | --------------- | ---------------------------- |
| 1        | 7 de maio de 2014            | Teheran-ro, 114th Street, Number 11. Gangnam, Seoul | 11.0%           | 14.1%                        | 12.3%           | 13.9%                        |
| 2        | 8 de maio de 2014            | The reason we are not detectives                    | 13.2%           | 16.2%                        | 14.2%           | 15.8%                        |
| 3        | 14 de maio de 2014           | There are no rookie detectives                      | 11.5%           | 14.3%                        | 12.1%           | 13.5%                        |
| 4        | 15 de maio de 2014           | It's okay... It's not okay                          | 14.0%           | 17.3%                        | 12.8%           | 14.0%                        |
| 5        | 21 de maio de 2014           | Sometimes you embrace and live!                     | 12.0%           | 15.0%                        | 12.4%           | 13.5%                        |
| 6        | 22 de maio de 2014           | The ocean inside my worn-out drawer                 | 12.3%           | 14.9%                        | 13.2%           | 14.0%                        |
| 7        | 28 de maio de 2014           | A person coming...                                  | 12.4%           | 15.6%                        | 13.6%           | 15.1%                        |
| 8        | 29 de maio de 2014           | One hand's length of growth                         | 12.5%           | 14.8%                        | 12.8%           | 13.4%                        |
| 9        | 5 de junho de 2014           | Top secret                                          | 12.4%           | 15.4%                        | 10.7%           | 11.7%                        |
| 10       | 12 de junho de 2014          | What happened that night                            | 10.3%           | 11.8%                        | 9.6%            | 9.9%                         |
| 11       | 18 de junho de 2014          | Catch that bastard!                                 | 10.5%           | 12.4%                        | 10.2%           | 11.0%                        |
| 12       | 19 de junho de 2014          | The end and the beginning                           | 11.6%           | 13.6%                        | 11.0%           | 12.1%                        |
| 13       | 25 de junho de 2014          | I'll be on your side                                | 12.2%           | 15.4%                        | 11.1%           | 11.6%                        |
| 14       | 26 de junho de 2014          | Crocodile tears                                     | 13.1%           | 15.3%                        | 11.9%           | 12.7%                        |
| 15       | 2 de julho de 2014           | Whether coincidence or fate                         | 11.2%           | 13.4%                        | 10.7%           | 11.5%                        |
| 16       | 3 de julho de 2014           | Things that can't be hidden                         | 12.0%           | 14.4%                        | 11.8%           | 13.2%                        |
| 17       | 9 de julho 2014              | Uncomfortable truth                                 | 10.8%           | 13.7%                        | 12.0%           | 13.6%                        |
| 18       | 10 de julho 2014             | Without blood or tears                              | 11.5%           | 13.9%                        | 12.9%           | 14.2%                        |
| 19       | 16 de julho de 2014          | On top of a flying man, there is a desperate man    | 11.2%           | 13.4%                        | 11.2%           | 11.9%                        |
| 20       | 17 de julho de 2014          | Freeze, You're All Surrounded                       | 14.2%           | 17.0%                        | 13.4%           | 14.0%                        |
| Média    | Média                        | Média                                               | 12.0%           | 14.6%                        | 12.0%           | 13.0%                        |
| Especial | 11 de junho de 2014          | 6.6%                                                | 6.9%            | 6.5%                         | 7.2%            |                              |